# Grenswisselkantoor-arrest
Het Grenswisselkantoor-arrest of kortweg GWK-arrest is een belangrijk arrest van de Nederlandse Hoge Raad (HR 8 september 1987, NJ 1988/612). Dit arrest en het eerder gewezen Cito-arrest worden in de rechtswetenschap beschouwd als standaardarresten met betrekking tot de grens tussen voorbereidingshandeling en begin van uitvoering bij (poging tot) het plegen van een misdrijf.

## Casus
Twee mannen waren van plan om het filiaal van het Grenswisselkantoor in Bladel te overvallen.
Ze hadden allerlei voorbereidingen getroffen en zaten in hun auto te wachten op de komst van de eerste bankmedewerker, om toe te slaan als deze de deur van het bankkantoor zou openen.
Deze man kreeg echter argwaan en waarschuwde de politie toen hij op de parkeerplaats dezelfde auto zag staan als een dag eerder. Toen de politie verscheen sloegen de overvallers op de vlucht. Na een wilde achtervolging werden ze ingerekend.
De voorbereidingen waren zeer uitgebreid. Verdachten reden in een gestolen auto met gestolen kentekenplaten naar het Grenswisselkantoor.
Daar stond de auto met draaiende motor te wachten op komst van de bankemployee. In hun auto lag een geladen dubbelloops jachtgeweer, een imitatie handvuurwapen
alsook handboeien, touw en tape om de bankemployee te knevelen. De mannen droegen dubbele kleding en hadden pruiken bij zich.

## Rechtsvraag
Uitvoeringshandeling?
Heeft het voornemen van de daders (om een misdrijf te plegen) zich door een begin van uitvoering geopenbaard? (Nee.)

## Procesgang
De vordering door de officier van justitie tot inbewaringstelling van een van de twee verdachten werd door de rechter-commissaris afgewezen.
Deze beschikking is in hoger beroep door de raadkamer van de rechtbank bevestigd.
Het cassatieberoep van de officier van justitie is door de Hoge Raad verworpen.

### Rechtbank
De rechtbank overwoog:

dat (...) niet is gebleken dat er sprake is van enig begin van uitvoering, nu verdachten in de auto zijn blijven zitten en geen enkele verdere actie ter uitvoering van hun voornemen hebben ondernomen.

### Hoge Raad
De Hoge Raad oordeelde dat een begin van uitvoering van het voorgenomen misdrijf
(afpersing, artikel 317 Sr) ontbrak. Het voornemen van de daders had zich niet door een begin van uitvoering geopenbaard.

Immers, wanneer iemand het voornemen heeft opgevat (...) [een bank te overvallen], kan niet worden gezegd dat hij aan het misdrijf begin van uitvoering heeft gegeven indien hij zich met een auto naar die bank heeft begeven, doch –om welke reden dan ook– die auto niet heeft verlaten, noch –in of vanuit die auto– een gedraging heeft verricht welke naar haar uiterlijke verschijningsvorm moet worden beschouwd als te zijn gericht op de voltooiing van dat voorgenomen misdrijf.

## Relevantie
De definitie van strafbare poging (art. 45 Sr) omvat vier elementen:
- het voornemen tot het plegen van een misdrijf
- een begin van uitvoering
- waardoor het voornemen van de dader zich heeft geopenbaard
- geen vrijwillige terugtred.

Een gedraging is als begin van uitvoering van een voorgenomen misdrijf aan te merken
« als zij naar haar uiterlijke verschijningsvorm moet worden beschouwd als te zijn gericht op de voltooiing van het misdrijf.»
Dit is het Cito-criterium dat door de Hoge Raad werd geïntroduceerd in het Cito-arrest, waarin een gedraging van de dader (aanbellen) werd aangemerkt als begin van uitvoering (waardoor het voornemen van de dader zich heeft geopenbaard).
In de casus van het Grenswisselkantoor-arrest zag de Hoge Raad géén begin van uitvoering, zodat de verdachten vrijuit gingen, althans wat betreft de aanklacht van poging tot afpersing (lees: gewapende bankoverval).
Dit zou wellicht anders zijn geweest als de bankemployee een jachtgeweer had gezien.
De kritiek op dit arrest heeft geleid tot een nieuw artikel 46 Sr dat bij zeer ernstige misdrijven (strafbaarstelling vanaf 8 jaar gevangenisstraf) de voorbereiding ook strafbaar stelt.